# Wilhelm Burkamp
Wilhelm Burkamp (* 20. Januar 1879 in Stöckte (heute Winsen (Luhe)); † 26. August 1939 in Rostock) war ein deutscher Philosoph.

## Leben und Wirken
Burkamp, der Sohn eines Landwirtes, besuchte eine Realschule in Hamburg, die er 1893 abschloss. Seine weitere Ausbildung an einer Landwirtschaftsschule in Hildesheim war begleitet von Arbeiten auf dem elterlichen Hof. Von 1903 bis 1906 war er in Berlin Gasthörer in den Fächern Biologie und Philosophie. Im Jahr 1909 legte er an einer Oberrealschule in Hamburg das Abitur ab. Danach studierte er Naturwissenschaften und Philosophie in Berlin und Kiel.
Mit der Arbeit Die Entwicklung des Substanzbegriffs bei Ostwald bei Götz Martius promovierte er 1913. Danach wechselte er an die Universität Göttingen, wo er drei Semester am Psychologischen Institut arbeitete. Während des Ersten Weltkrieges leistete er Militärdienst und wurde als Leutnant mit beiden Eisernen Kreuzen ausgezeichnet. Im Anschluss setzte er seine Studien zunächst in Göttingen und dann in Rostock fort. Dort habilitierte er sich 1923 mit der Arbeit Die Kausalität der psychischen Prozesse und ihre unbewußten Aktionsregulationen. Mit dem Wechsel an die Universität Rostock nahm er dort Vorlesungen über Logik, Philosophie und Philosophiegeschichte auf. Im Jahr 1929 wurde er zum nichtbeamteten a. o. Professor ernannt. Noch mit 60 Jahren bewarb er sich erfolglos nach Königsberg.
Burkamp bekannte sich als einer der ersten zum Pragmatismus von Charles Sanders Peirce. In seiner Schrift Wirklichkeit und Sinn kritisierte Burkamp die theoretische Philosophie Edmund Husserls und des Neukantianismus. Anstelle von überempirischen Werten, die angesichts der Erkenntnisse der Naturwissenschaften eine „Zumutung“ seien (Tilitzki, 484), forderte er eine pragmatische Philosophie. Burkamp diskutiert hier die „Vier Demütigungen des Menschen“:
- Das Ich erkennt sich selbst als ein Stück der Welt.
- Die Erde – und mit ihr der Mensch – ist nicht der Mittelpunkt der Welt.
- Die Menschheit ist in das Entwicklungssystem der Organismen eingegliedert.
- Die menschliche Seele ist phylogenetisch entstanden; auch das Bewusstsein besitzt nicht die ihm zugeschriebene Unabhängigkeit von der physikalisch-biologischen Natur.

Als Alternative entwickelte Burkamp eine Theorie des Kosmos voneinander übergeordneten Ganzheiten, wobei er Gottfried Wilhelm Leibniz als wichtigen Vordenker benannte. „Und doch bin ich nach ernster Forschung der Überzeugung, daß die Antwort der Aprioristen falsch ist, und daß ein angemessenes Verständnis des Ich mitsamt allen Sinngesetzen und Kategorien a priori nur auf dem Weg der Erkenntnis seiner verwickelten, aber restlosen Eingebundenheit in das System der Welt und seines Werdens in ihr zu gewinnen ist.“ (WuS 49)

## Werke (Auswahl)
- Die Kausalität der psychischen Prozesse und ihre unbewußten Aktionsregulationen, 1922
- Begriff und Beziehung. Studien zur Grundlegung der Logik, 1927
- Die Struktur der Ganzheiten, 1929
- Naturphilosophie der Gegenwart, 1929
- Logik, 1932
- Wirklichkeit und Sinn. Und Sinn: Die objektive Gewordenheit des Sinns in der sinnfreien Wirklichkeit, 2 Bände, 1938 (Nachdruck: Severus, Hamburg 2010, ISBN 978-3-942382-24-3)